# Presse hydraulique
Pour les articles homonymes, voir presse.

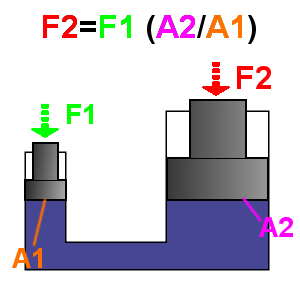
Schéma de principe de la presse hydraulique : à pression égale, la force dépend de la surface du piston

Une presse hydraulique est une machine avec un circuit hydraulique qui fournit une grande force de compression. Elle permet de transmettre un effort démultiplié et un déplacement, servant à écraser, déformer un objet ou soulever une pièce lourde.
Elle est hydrauliquement équivalente à un mécanisme à bras de levier.
L'avantage d'une presse hydraulique réside dans le fait qu'elle permet un asservissement précis de la force exercée. Elle se dérègle également beaucoup moins dans le temps puisqu'elle ne dispose pas de pièces d'usure, ce qui est le cas avec les vis sans fin et les biellettes qui constituent le bras excentrique.

## Fonctionnement

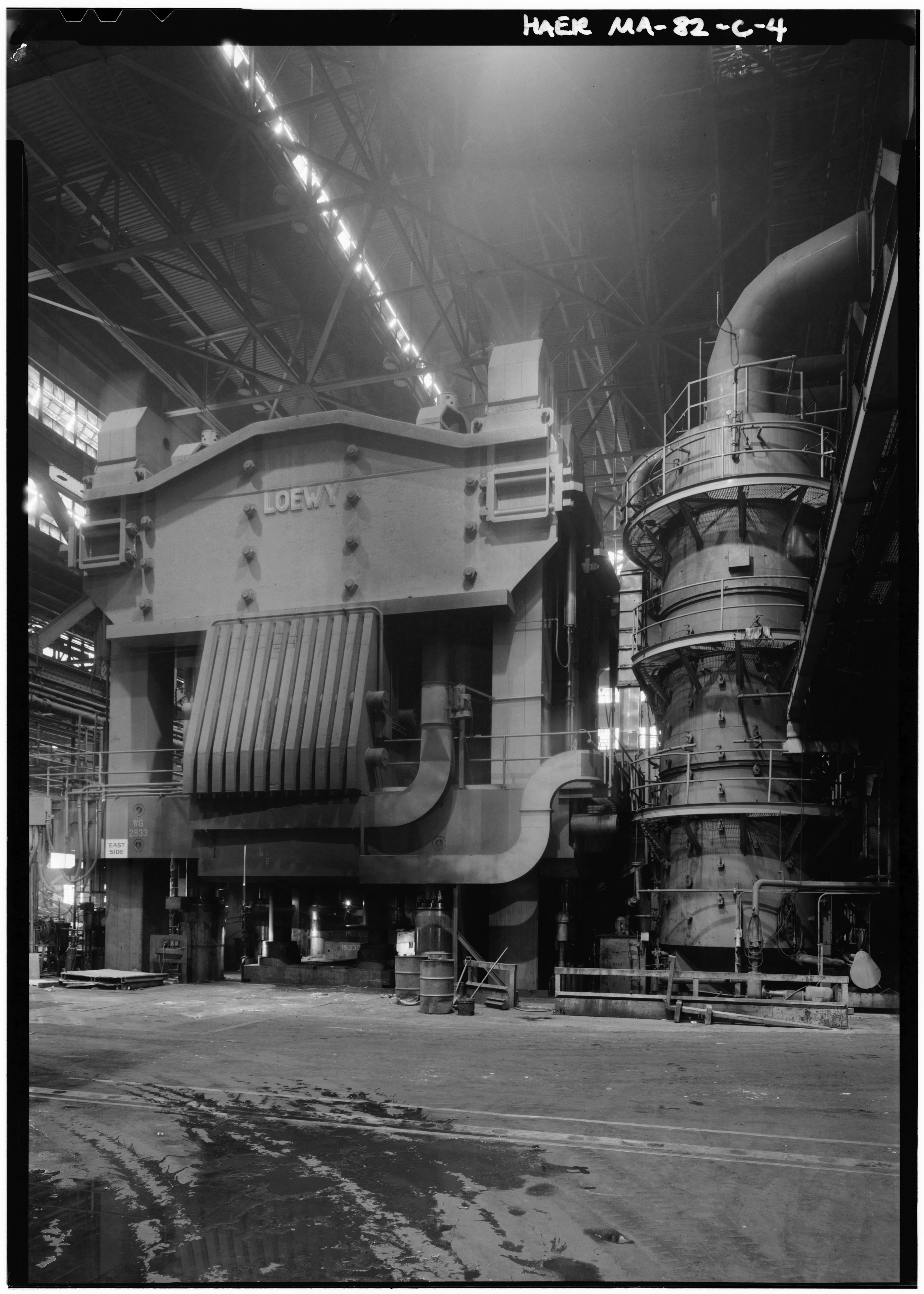
La presse hydraulique à forger de 45400 t exploitée par Wyman-Gordon, l’une des deux de cette puissance utilisées par l’industrie aux États-Unis.

La presse hydraulique repose sur le principe de Pascal.
À une extrémité du système se trouve un piston avec une petite surface A1, de l'autre côté un piston avec une grande surface A2, qui permet d'accroître la force.
Comme pour un bras de levier avec un rapport de 1/2, d'un côté une force est doublée, mais la course est divisée par deux ; il en est de même pour le vérin avec une section double du premier (ne pas confondre section et diamètre).
Autre exemple : si le rapport des sections est de 10, une force de 100 N sur le petit piston va produire une force de 1 000 N sur le grand piston, mais le petit piston doit se déplacer de 100 mm pour que le grand piston se déplace de seulement 10 mm.
C'est ainsi que l'énergie, sous forme de travail dans le cas présent, est conservée et que la loi de conservation de l'énergie est satisfaite.

## Historique

### Invention (XVIIIeetXIXesiècles)

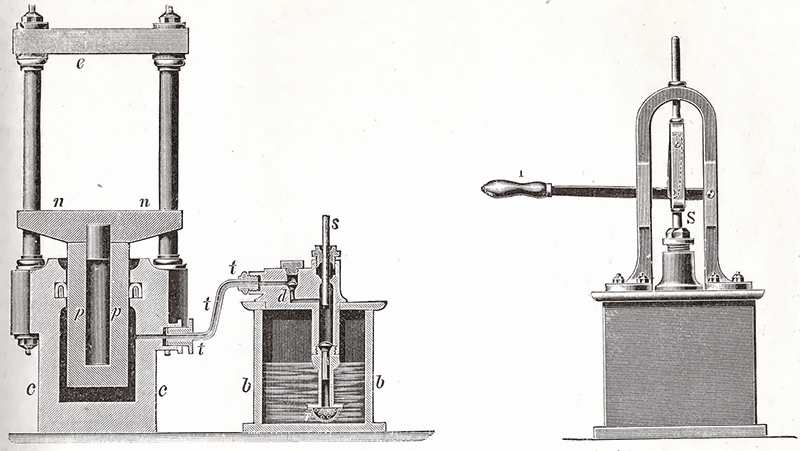
Schéma et coupe de la presse hydraulique de Bramah.

L'ingénieur britannique Joseph Bramah mit au point la presse hydraulique à la fin du XVIIIe siècle. Son invention la plus importante  est le joint qu’il mit au point pour la presse hydraulique ; car si le principe de cette machine (à savoir : la transmission intégrale de pression d’un réservoir de grand diamètre à un réservoir de petit diamètre par l’intermédiaire d'un piston agit comme un multiplicateur de force) apparaît pour la première fois dans le Traité de l'équilibre des liqueurs de Blaise Pascal, l’application concrète de ce principe aux machines se heurta pendant des décennies aux problèmes de fuite du liquide de transmission (en l'occurrence de l’eau). Le premier, Bramah élabora un joint aux performances satisfaisantes, à base de cuir embouti monté sur un disque métallique, pour lequel il déposa un brevet en 1795.
La presse hydraulique de Bramah eut d’emblée de nombreuses applications industrielles, notamment pour le levage et le forgeage. Son apparition (avec celle de l’accumulateur hydraulique de William G. Armstrong) marque l’avènement de l’hydraulique industrielle.

### Un relais du marteau-pilon (1890 - 1940)
Dans la deuxième moitié du XXe siècle, le marteau-pilon devient l'emblème de la forge. Mû à la vapeur, il peut atteidre des tailles record tout en conservant une précision millimétrique. Forgeant canons et les blindages, il devient un emblème de la puissance d'une nation.
Cependant, à la fin du XXe siècle, les blindages doivent évoluer métallurgiquement pour ne pas devenir excessivement lourds. Cette évolution concerne aussi des éléments mécaniques, comme les arbres d'hélices des gros navires, qui deviennent également de plus en plus complexes.
Dans ce contexte, le marteau-pilon s'avère inapproprié, surtout lorsque des alliages complexes, intégrant notamment du nickel, deviennent incontournables. C'est ainsi que « le marteau de 125 tonnes, le plus grand hamais construit au monde, qui a été installé à la Bethlehem Iron Company sur la suggestion du Navy Department, a été, après moins de trois ans d'utilisation, réformé et remplacé par une presse de 14 000 tonnes » (12 700 tonnes métriques).

### Le matriçage des alliages légers (1940 - 1975)

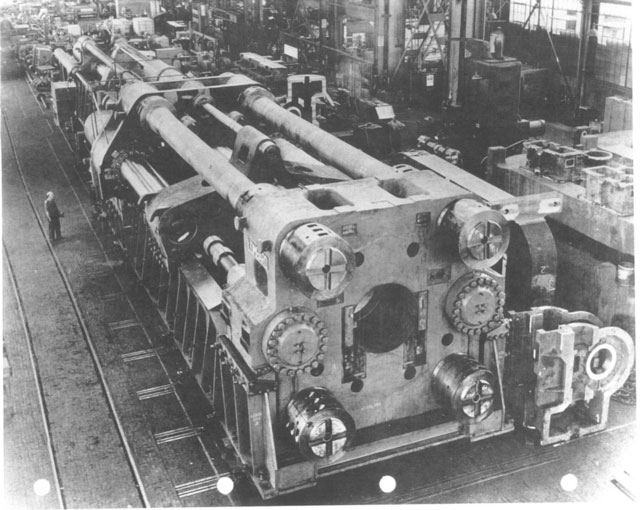
Presse hydraulique à extrusion de 10900 t exploitée par Harvey Machine Co. à Torrance, Californie des années 1950 jusqu’aux années 1990. Elle mesure 300 pieds (91 mètres) de long et pèse environ 8 millions de livres (3636 tonnes) pour une variance maximale de seulement 0.1 mm.

Les allemands qui disposent de magnésium en abondance, issu de leurs mines de sel, sont les premiers à évaluer l'intéret de ce métal dans la construction aéronautique, comme élément d'alliage (avec l'invention du duralium) mais aussi comme métal de base. Mais, alors que l'acier se forge facilement au pilon, le magnésium a tendance à se fissurer lorsqu'il est travaillé au marteau. Les ingénieurs du Troisième Reich, qui ont accès à ce métal abondant, développent alors le forgeage à chaud à vitesse contrôlée, notamment pour les grandes pièces de structure des avions.
Dans les années 1930, le recours au procédé Guérin, initialement par la société Douglas, permet de combiner les opérations de formage et de découpage à la presse hydraulique. L'Allemagne dispose des plus grosses presses à forger pendant la Seconde Guerre mondiale et les utilise pour la fabrication d'avions de combat plus performants que les avions alliés. À la fin de la guerre, l'Union soviétique s'empare de la plus grosse presse allemande encore en activité, d'une capacité de 30 000 tonnes, tandis que les américains découvrent des plans d'une presse de 15 000 tonnes. La guerre froide alimentant les inquiétudes américaines, des stratèges imaginent que la presse soviétique donnerait un avantage insurmontable au complexe militaro-industriel de la Russie, ce qui les incite à lancer le Heavy Press Program dans le but de gagner la course aux armements,,. Ce programme permit de construire dix machines-outils dont les plus puissantes sont deux presses de 45 400 t de compression mises en service en 1955 à Cleveland et à Grafton, Massachusetts.
Une entreprise soviétique basée en Ukraine, Novokramatorsky Mashinostroitelny Zavod (NKMZ), met en service, entre 1957 et 1960, deux presses de 75 000 t métriques. Une à l'usine VSMPO-AVISMA à Verkhniaïa Salda et la seconde sur un site à Samara qui a été repris, après la dislocation de l'URSS, par Alcoa, en Russie.
La France est le troisième pays à disposer d’une presse dans cette gamme de puissance, il s’agit également d’une machine soviétique NKMZ de 65 000 t installée entre 1974 et 1976 à Issoire.
En 1983, l’United States Army étudia la possibilité de construire des presses de 70 à 181 400 t de puissance. Cela resta sans suite.
Bien que la France dispose, à Issoire d'une des plus puissantes presses hydrauliques du monde, de 65 000 tonnes, commandée à l'Union soviétique dans les années 1970, le matriçage du train d'atterrissage de l'A380 doit encore être achevé sur sa grande sœur russe de 75 000 tonnes. En effet, les deux trains d'atterrissage principaux de l'A380 sont des pièces exceptionnellement grandes : elles mesurent 4,255 m de long et pèsent 3 210 kg. De plus, fortement sollicitées (la charge supporté dépasse 590 tonnes, avec une durée de vie minimum de 60 000 atterrissages) elles doivent être forgées dans un alliage de titane Ti-1023, qui ne peut être travaillé qu'avec des presses très puissantes.

### Améliorations (1975 - 2000)
Les presses soviétiques restent pendant un demi-sécle les tenantes des records. Le bloc occidental, de son côté, délaisse les alliages légers au profit des composites, ce qui met au chômage les grandes presses américaines. La course au records s'arrête momentanément.
Cette époque voit par contre quelques améliorations se généraliser :
- abandon progressif des fluides hydrauliques à base d'eau, au profit des huiles minérales ;
- en forge libre, généralisation des manipulateurs sur rail, au lieu des ponts roulants lourds ;

Ces amélorations expliquent aussi la staganation des puissances atteintes après le milieu des années 1960. Deux catégories de presses apparaissent alors assez nettement : 
- les presses de forgeage libre, qui travaillent des lingots de plus en plus lourds (plusieurs centaines de tonnes) et gros, voient leur force stagner autour de 8 000 tonnes[14], atteignant occasionnellement 20 000 t[16], mais conservent des ouvertures impressionnantes (autour de 5 m). Depuis la disparition des blindages métalliques épais, elles sont destinées à la fabrication d'équipement industriel, dans les domaines de l'énergie nucléaire (où des lingots de 350 t sont courants[16]), de la chimie ou de la construction navale[14] ;
- les presses de matriçage d'alliage léger conservent des forces importantes, souvent supérieures à 20 000 tonnes[14], dépassant parfois 50 000 t[16], avec une grande précision. Elles restent dédiées au formage d'alliages légers de plus en plus complexes, à base de titane ou d'aluminium[14].

### Reprise de la course à la puissance (après 2000)
L'essor économique de la Chine relance la course à la puissance. La possession de grandes presses hydrauliques est perçu comme un élément clé de puissance et de souveraineté industrielle, dans des domaines stratégiques comme la construction aéronautique et l'industrie nucléaire. Le pays lance un plan de construction de presse, généralement de conception nationale, pour se doter des outils les plus puissants et performants, tant pour le forgeage libre que pour le matriçage. C'est aussi un élément de fierté nationale, la puissance et le gigantisme des installations de l'industrie lourde flattant le nationalisme. 
En janvier 2013, une presse de 80 000 t de compression entre en service en Chine à Deyang dans la province du Sichuan. Il s’agit alors de la plus puissante du monde en service.
Une presse de 50 000 tonnes entre en service au Japon en avril 2013 à Kurashiki dans la préfecture d’Okayama,.
Enfin, dans les années 2020, la fabrication de voitures électriques, mécaniquement moins complexe que les thermiques, relance l'intéret des grosses presses capables de fabriquer de gros éléments monobloc de châssis. Le programme Giga Press (en) lancé par Tesla est à l'origine d'une série de presses horizontales allant jusqu'à 9 000 t. Cependant, il s'agit plutôt de moulage métallique sous pression, un procédé très différent du forgeage.

## Typologie

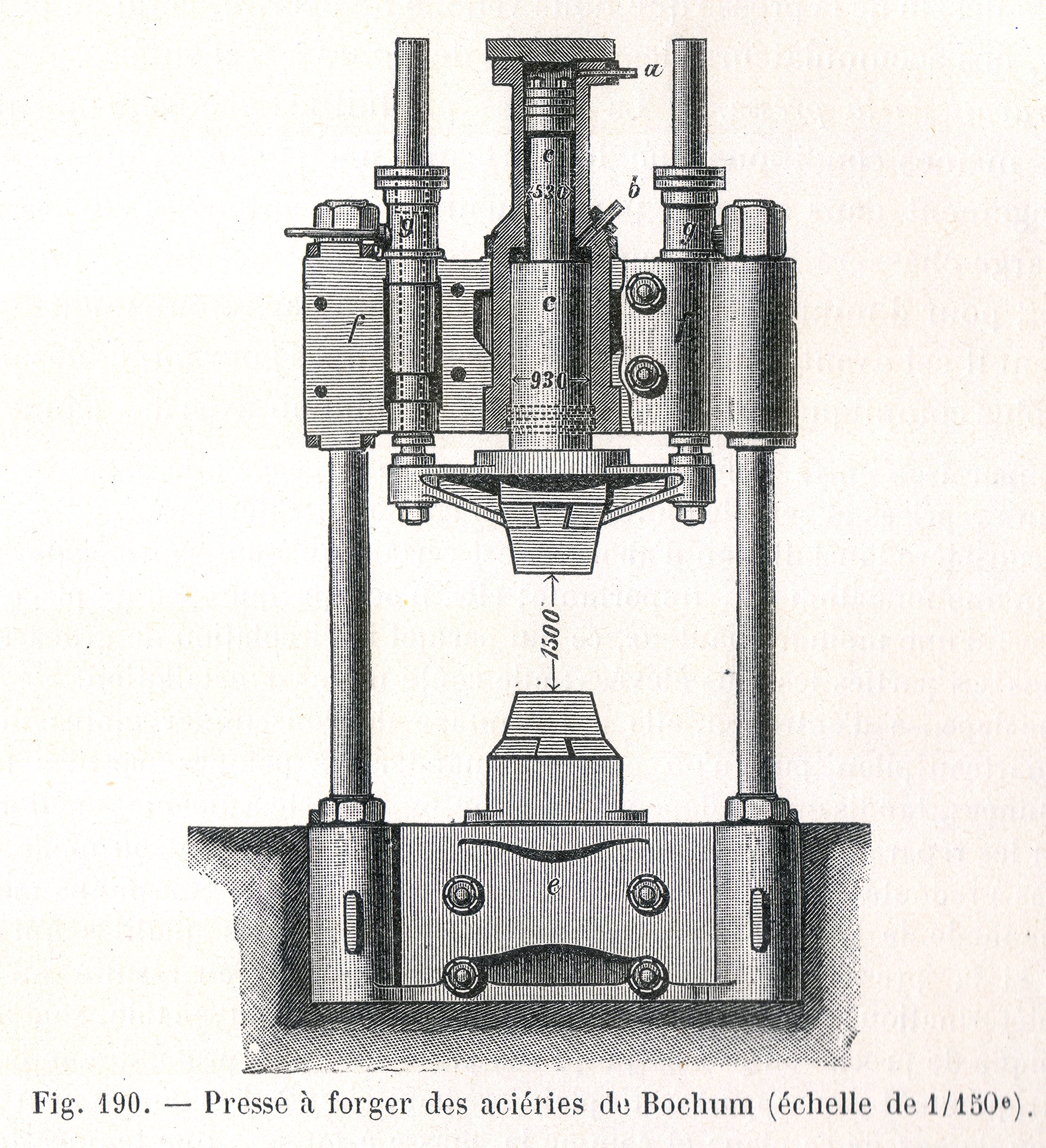
Presse hydraulique.

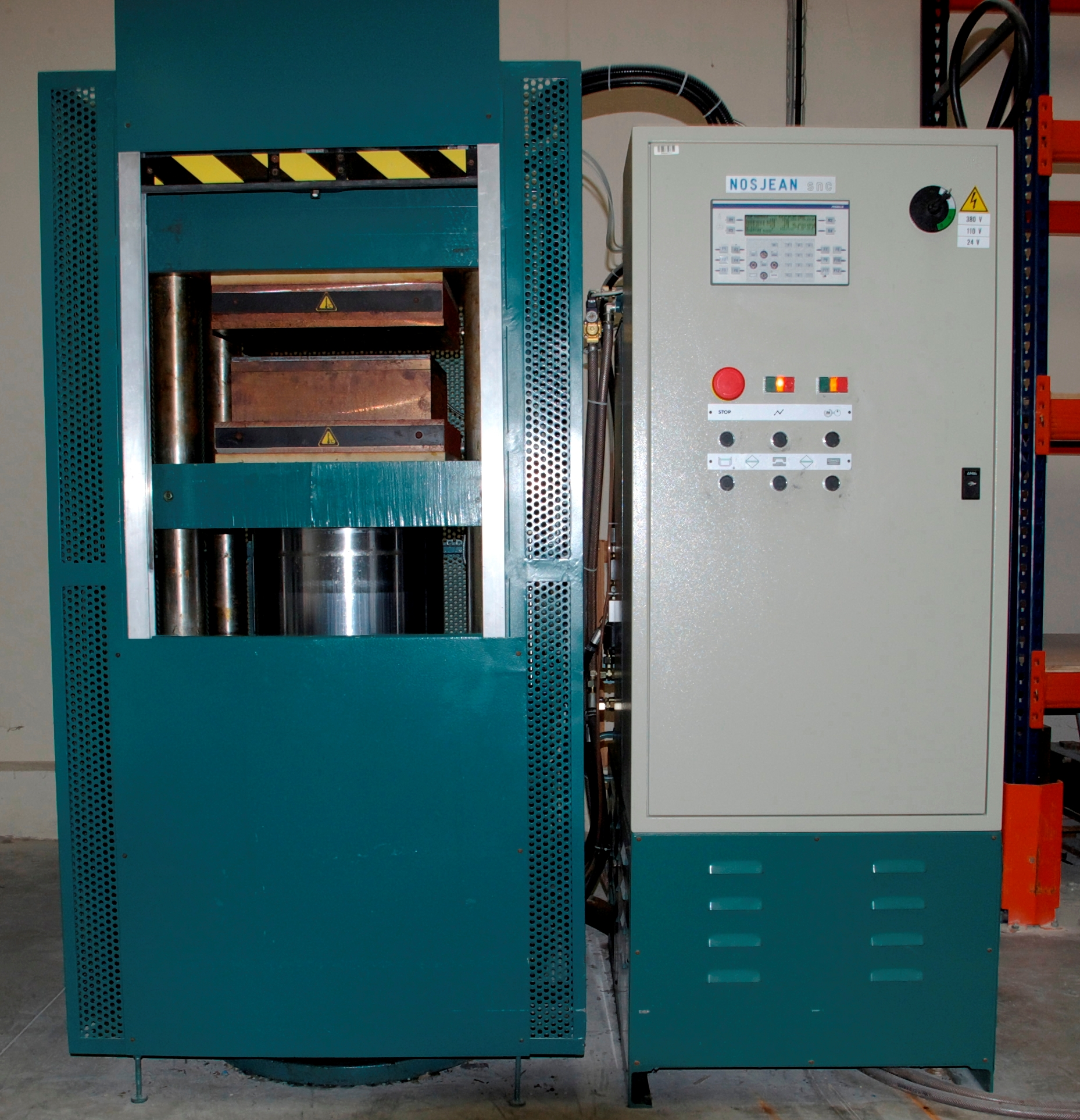
Presse à compression de 200 t à plateaux chauffants pour écraser ou mouler des matériaux thermoplastiques.

- presses à filer principalement pour l'aluminium
- presses à injection pour les plastiques ou l'aluminium
- presses à emboutissage
- presses à calibrer
- presses à cintrer et à dresser
- presses à compression pour les matériaux thermodurcissables
- presses à compression pour les matériaux thermoplastiques
- presses à forger
- presses à matricer
- presses hydrauliques à arcade
- presses hydrauliques à bâti en col de cygne
- presses hydrauliques à deux et quatre colonnes
- presses hydrauliques à double effet
- presses hydrauliques à emboutissage
- presses hydrauliques d'établi
- presses hydrauliques pneumatiques et hydropneumatiques
- presses multifonctions
- presses oléo-pneumatiques
- presses pour la déformation à froid
- presses pour l'hydroformage
- presses à chaud
- etc.